# Alozaina
Alozaina település Spanyolországban, Málaga tartományban.  Lakosainak száma 2130 fő (2024).

## Fekvése
Alozaina Casarabonela, Guaro, Tolox, Yunquera és Coín községekkel határos.

## Népesség
A település népessége az elmúlt években az alábbi módon változott:
| Lakosok száma | 2159 | 2236 | 2217 | 2242 | 2230 | 2119 | 2017 | 2051 | 2089 | 2130 |
|               | 2001 | 2004 | 2007 | 2009 | 2012 | 2014 | 2017 | 2019 | 2022 | 2024 |